# Commerce (Georgia)
Commerce è una città degli Stati Uniti d'America, situata nello Stato della Georgia e in particolare nella contea di Jackson.